# Jim Duffy
Jim Duffy (ur. 27 kwietnia 1959, Glasgow) – szkocki piłkarz, a potem trener. Od 2014 roku jest menadżerem Greenock Morton F.C.
Duffy profesjonalną piłkarską karierę rozpoczął w Celtic F.C. Potem przeniósł się do Greenock Morton F.C. W tym klubie zdobył tytuł "Najlepszego Piłkarza Roku w Szkocji" w roku 1985. Karierę piłkarską zakończył mając 28 lat, w klubie Dundee F.C.